# Mistrzostwa Świata w Pływaniu na krótkim basenie 2016 – 4 × 100 m stylem zmiennym mężczyzn
4 × 100 m stylem zmiennym mężczyzn – jedna z konkurencji, które odbyły się podczas Mistrzostw Świata w Pływaniu na krótkim basenie 2016. Eliminacje i finał miały miejsce 11 grudnia.
Mistrzami świata zostali reprezentanci Rosji, którzy uzyskali czas 3:21,17. Srebrny medal zdobyli Australijczycy (3:23,56), a brąz Japończycy (3:24,71). Początkowo drugie miejsce zajęli Amerykanie, zostali oni jednak zdyskwalifikowani ze względu na wykonanie przez Cody’ego Millera dwóch delfinowych kopnięć w stylu klasycznym (dopuszczalne jest tylko jedno takie kopnięcie). 

## Rekordy
Przed zawodami rekordy świata i mistrzostw wyglądały następująco:
| Rekord                   | Reprezentacja | Czas    | Miejsce    | Data            |
| ------------------------ | --- | ------- | ---------- | --------------- |
| Rekord świata            | Rosja · Stanisław Doniec (49,63) · Siergiej Giejbiel (56,43) · Jewgienij Korotyszkin (48,35) · Daniła Izotow (44,75)     | 3:19,16 | Petersburg | 20 grudnia 2009 |
| Rekord mistrzostw świata | Stany Zjednoczone · Nick Thoman (49,88) · Michaił Aleksandrow (56,52) · Ryan Lochte (49,17) · Garrett Weber-Gale (45,42) | 3:20,99 | Dubaj      | 19 grudnia 2010 |

## Wyniki

### Eliminacje
Eliminacje rozpoczęły się o 10:19 czasu lokalnego.
| Miejsce | Wyścig | Tor | Państwo           | Zawodnik | Czas      | Uwagi |
| ------- | ------ | --- | ----------------- | --- | --------- | ----- |
| 1.      | 1      | 5   | Australia         | Bobby Hurley (51,11) Tommy Sucipto (57,95) David Morgan (49,73) Daniel Smith (46,96)                              | 3:25,75   | Q     |
| 2.      | 2      | 9   | Rosja             | Grigorij Tarasiewicz (51,34) Oleg Kostin (57,66) Aleksandr Charłanow (49,95) Aleksandr Popkow (46,89)             | 3:25,84   | Q     |
| 3.      | 3      | 8   | Białoruś          | Pawieł Sankowicz (51,47) Ilja Szymanowicz (56,99) Jauhien Curkin (50,40) Artiom Maczekin (47,44)                  | 3:26,30   | Q     |
| 4.      | 2      | 0   | Stany Zjednoczone | Matthew Josa (52,09) Nic Fink (57,68) Josh Prenot (50,24) Michael Chadwick (46,87)                                | 3:26,88   | Q     |
| 5.      | 3      | 3   | Wielka Brytania   | Charlie Boldison (51,92) Ross Murdoch (57,31) Adam Barrett (49,65) Stephen Milne (48,15)                          | 3:27,03   | Q     |
| 5.      | 3      | 4   | Francja           | Thomas Avetand (52,14) Jean Dencausse (58,91) Jérémy Stravius (49,51) Clément Mignon (46,47)                      | 3:27,03   | Q     |
| 7.      | 3      | 5   | Chiny             | Xu Jiayu (50,72) Yan Zibei (57,87) Li Zhuhao (51,18) Lin Yongqing (47,61)                                         | 3:27,38   | Q     |
| 8.      | 2      | 3   | Japonia           | Junya Koga (51,71) Yoshiki Yamanaka (57,88) Takeshi Kawamoto (50,29) Kenta Ito (47,59)                            | 3:27,47   | Q     |
| 9.      | 2      | 2   | Szwecja           | Simon Sjödin (51,63) Erik Persson (58,01) Jesper Björk (51,64) Christoffer Carlsen (46,75)                        | 3:28,03   |       |
| 10.     | 1      | 3   | Kanada            | Javier Acevedo (53,35) Richard Funk (57,35) Mackenzie Darragh (51,94) Yuri (46,49)                                | 3:29,13   |       |
| 11.     | 1      | 4   | Portugalia        | Gabriel Lopes (52,38) Diogo Carvalho (59,51) Alexis Santos (51,68) Miguel Nascimento (46,64)                      | 3:30,21   |       |
| 12.     | 2      | 4   | Południowa Afryka | Neil Fair (53,61) Alaric Basson (1:00,62) Alard Basson (53,25) Douglas Erasmus (47,52)                            | 3:35,00   |       |
| 13.     | 3      | 1   | Paragwaj          | Charles Hockin (53,28) Renato Prono (1:00,62) Benjamin Hockin (51,88) Matias Lopez (51,60)                        | 3:37,38   |       |
| 14.     | 2      | 6   | Hongkong          | Mak Ho Lun Raymond (55,85) Tsui Hoi Tung Ronald (1:01,00) Ng Chun Nam Derick (52,58) Cheung Kin Tat Kent (48,70)  | 3:38,13   |       |
| 15.     | 2      | 1   | Islandia          | David Adalsteinsson (54,36) Viktor Vilbergsson (1:01,19) Kristinn Þórarinsson (54,53) Aron Örn Stefánsson (49,40) | 3:39,48   |       |
| 16.     | 2      | 7   | Singapur          | Yeo Kai Quan (56,14) Lionel Khoo (1:00,46) Dylan Koo (54,17) Pang Sheng Jun (50,15)                               | 3:40,92   |       |
| 17.     | 3      | 7   | Makau             | Ngou Pok Man (55,82) Chao Man Hou (59,29) Sio Ka Kun (56,90) Lin Sizhuang (51,02)                                 | 3:43,03   |       |
| 18.     | 3      | 9   | Filipiny          | Alberto Batungbacal (58,67) James Deiparine (1:00,64) Jeremy Lim (56,80) Axel Ngui (51,73)                        | 3:47,84   |       |
| 19.     | 3      | 2   | Papua-Nowa Gwinea | Livingston Aika (1:02,53) Ryan Maskelyne (1:03,50) Ryan Pini (52,79) Stanford Kawale (52,28)                      | 3:51,10   |       |
| 20.     | 2      | 8   | Gibraltar         | Jordan Gonzalez (58,45) Colin Bensadon (1:07,62) Matt Savitz (58,12) Jim Sanderson (51,73)                        | 3:55,92   |       |
| 21.     | 3      | 6   | Albania           | Kennet Libohova (1:01,64) Deni Baholli (1:06,84) Franci Aleksi (1:01,93) Frenc Berdaku (56,54)                    | 4:06,95   |       |
| 22. !   | 2      | 5   | Wenezuela         | | 9:99,99 ! | DNS   |
| 22. !   | 3      | 0   | Litwa             | | 9:99,99 ! | DNS   |

### Finał
Finał odbył się o 20:14 czasu lokalnego.
| Miejsce | Tor | Państwo           | Zawodnik                                                                                             | Czas      | Uwagi |
| ------- | --- | ----------------- | --- | --------- | ----- |
| 1. !    | 5   | Rosja             | Andriej Szabasow (50,30) Kiriłł Prigoda (55,78) Aleksandr Charłanow (49,51) Władimir Morozow (45,58) | 3:21,17   |       |
| 2. !    | 4   | Australia         | Mitch Larkin (50,24) Tommy Sucipto (57,46) David Morgan (49,32) Tommaso D’Orsogna (46,54)            | 3:23,56   |       |
| 3. !    | 8   | Japonia           | Junya Koga (50,26) Yoshiki Yamanaka (57,57) Takeshi Kawamoto (50,02) Shinri Shioura (46,86)          | 3:24,71   |       |
| 4.      | 3   | Białoruś          | Pawieł Sankowicz (50,81) Ilja Szymanowicz (56,56) Jauhien Curkin (50,51) Artiom Maczekin (47,48)     | 3:25,36   |       |
| 5.      | 2   | Wielka Brytania   | Charlie Boldison (52,08) Ross Murdoch (57,04) Adam Barrett (48,79) Stephen Milne (47,86)             | 3:25,77   |       |
| 6.      | 7   | Francja           | Jérémy Stravius (50,50) Jean Dencausse (58,67) Mehdy Metella (50,61) Clément Mignon (46,55)          | 3:26,33   |       |
| 7.      | 1   | Chiny             | Xu Jiayu (50,43) Yan Zibei (57,59) Li Zhuhao (51,41) Lin Yongqing (47,44)                            | 3:26,87   |       |
| 8. !    | 6   | Stany Zjednoczone | Jacob Pebley (50,55) Cody Miller (56,46) Tom Shields Blake Pieroni                                   | 9:99,99 ! | DSQ   |